# Нобельский национальный природный парк
Нобельский национальный природный парк (укр. Нобельський національний природний парк) — национальный природный парк, расположенный на территории Варашского района (Ровненская область, Украина). Создан 11 апреля 2019 года. Площадь — 25 318,81 га.

## История
Национальный природный парк был создан 11 апреля 2019 года согласно указу Президента Украины П. А. Порошенко № 131/2019 «О создании Нобельского национального природного парка» (Про створення Нобельського національного природного парку). 
Создан в целях сохранения, воспроизводства и эффективного использования типовых и уникальных природных комплексов Западного Полесья (Волынского Полесья), имеющих особую природоохранную, оздоровительную, историко-культурную, научную, образовательную и эстетическую ценность.

## Описание
В состав национального природного парка включено 25 318,81 га земель государственной собственности, в том числе с изъятием у землепользователей, предоставляемых национальному природному парку в постоянное пользование.
Национальный природный парк расположен в северо-западной периферийной части Ровненской области в бассейне реки Припять и её притока Веселухи. Кроме Припяти и Веселухи, в границах парка расположены реки Стоход и Млинок. На территории парка расположено 12 озёр (Нобель, Засвецкое, Омыт, Посвитское, Задолжье, Островское, Великое, Любинское, Ниговище, Липенское, Среднее, Хоромное). 
Через парк пролегает узкоколейная железная дорога Антоновка — Заречное.  

## Природа
Ландшафт парка представлен водно-болотными угодьями и лесами (в том числе заболоченными; доминирование сосны). Заболоченные участки очагами заняты редколесьями, кустарниками, луговой или тростниковой растительностью.
Здесь произрастает 26 видов редких растений, в том числе астрагал песчаный и плаун колючий. Встречаются аист чёрный, орлан-белохвост, лесной хорёк, рысь.